# Romain Mancinelli

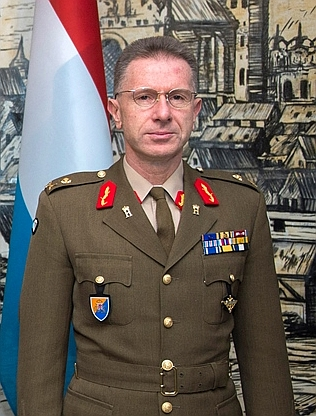
Romain Mancinelli (2015)

Romain Mancinelli (* 19. Juni 1959) ist ein ehemaliger luxemburgischer Brigadegeneral, der von 2014 bis 2017 Chef des Generalstabs der luxemburgischen Streitkräfte und somit deren militärischer Befehlshaber war.

## Leben
Nach seiner schulischen Ausbildung schloss sich Romain Mancinelli am 16. August 1978 der Luxemburger Armee an.
Der General ist verheiratet und Vater von zwei Töchtern.

### Militärische Laufbahn
Im Jahr 1982 beendete Romain Mancinelli seine Offiziersausbildung an der École Royale Militaire in Brüssel. Dieser folgten Verwendungen bei der Infanterietruppe der luxemburgischen Streitkräfte im In- und Ausland sowie verschiedene Weiterbildungen an Militärschulen. 
Als Nachfolger von Gaston Reinig übernahm Mancinelli im Januar 2008 das Amt des Kommandanten von Luxemburgs einzigem Militärstandort in Diekirch. Am 1. Dezember 2014 wurde er zum General (OF-6) befördert und trat die Nachfolge von Mario Daubenfeld als militärischem Befehlshaber der luxemburgischen Streitkräfte an. Dieses Amt hatte er etwa drei Jahre inne, bis er Ende September 2017 von Alain Duschène abgelöst wurde.